# Cesar MC
Cesar MC, de son vrai nom Cesar Resende Lemos (né le 23 mars 1997 à Belo Horizonte, Minas Gerais), est un rappeur et compositeur brésilien.

## Biographie
À l'adolescence, Cesar MC est influencé par des artistes et groupes tels que Racionais MC's, Emicida, Charlie Brown Jr., Legião Urbana et, sous l'influence de ses parents, Milton Nascimento et le groupe capixaba Moxuara. Il est considéré comme une personne timide et calme : « J'ai toujours été timide, silencieux. J'absorbais beaucoup de choses autour de moi, mais je restais dans mon monde. Les gens pensaient même que j'étais fou. À l'école, je restais plutôt dans mon coin. À la maison, j'écrivais sur les murs de ma chambre », déclare-t-il dans une interview accordée à G1.
Il commence à s'intéresser au rap fin 2014, après avoir assisté pour la première fois à un battle sur la place du SESC, à Vitória. À partir de là, il commence à participer au Rap de Quinta, puis à Boca a Boca (un projet qui encourageait le rap freestyle, la poésie et tout ce qui touche au hip-hop). Il remporte son premier battle, mais perd le deuxième. Selon ses propres mots : « J'ai gagné le premier affrontement, mais j'ai perdu le deuxième. Au début, j'avais l'impression d'être né pour ça. La deuxième fois, j'ai pris une telle raclée que je me suis dit : « Ce n'est peut-être pas tout à fait ça ». Puis je suis revenu et j'ai continué », déclare-t-il dans une interview au Século Diário.
En plus du championnat national, César devient la même année le premier champion de la BDA Anos, formant un trio avec Dudu et Araps. Depuis lors, César se consacre à la musique, principalement en partenariat avec Pineapple, en lançant des morceaux tels que Canção Infantil, Minha última letra, Quem tem boca vaia Roma et en participant à Favela Vive et Poetas no Topo,,,,.

## Discographie

### Album studio
- Ligações Estranhas

### Singles
- 2018 : Minha Última Letra
- 2019 : Poesia Acústica #8: Amor e Samba
- 2019 : Canção Infantil
- 2019 : Poetas no Topo 3.3
- 2020 : Poesia Acústica #9: Melhor Forma
- 2020 : Favela Vive